# Jørgen Kosmo
Jørgen Hårek Kosmo, né le 5 décembre 1947 à Fauske et mort le 24 juillet 2017, est un homme politique norvégien.
Il est ministre de la Défense de 1993 à 1997, ministre du Travail de 2000 à 2001 et président du Storting de 2001 à 2005.